# Uggs

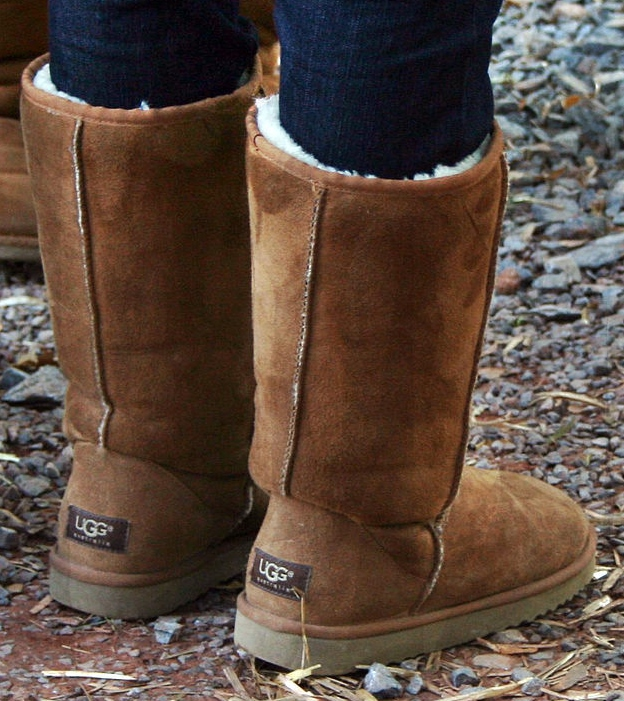
Uggs.

Uggs är skor för företrädesvis vinterbruk som blev mycket populära i Nordamerika och norra Europa vintern 2004. UGG är ett registrerat varumärke som ägs av Deckers Outdoor Corporation. Namnet UGG är en benämning på en specifik typ av fårskinnsskor från Australien. Kända tillverkare av denna typ av skor är UGG Australia.
I början av 2000-talet blev Uggs trendigt i USA vilket ledde till en ökad global försäljning. UGG marknadsförs som en serie lyxartiklar av fårskinn – främst skor, men även väskor och ytterplagg. År 2004 överskred försäljningen världen över 100 miljoner dollar, en ökning från 14,5 miljoner 1995. Varumärket har varit föremål för olika rättstvister om dess användning. 